# Arte Education
Arte Education ist der pädagogische Dienst des Kultursenders Arte mit Sitz in Issy-les-Moulineaux im Südwesten von Paris. Die unabhängige Abteilung von ARTE France hatte zum Stand von 2022 rund zehn Mitarbeiter. Ziel des Projektes ist es, jungen Menschen unabhängig von Bildungshintergrund oder Herkunft über digitale Tools den Zugang zu Kultur zu ermöglichen.
Arte Education bietet zwei Mediatheken an, die als Abonnement für Bildungseinrichtungen verfügbar sind: Educ’Arte für die Primarstufe und die Sekundarstufe I und II, Arte Campus für Universitäten, Hochschulen und Einrichtungen der Erwachsenen- und Weiterbildung.

## Geschichte
Die Plattform Educ’ARTE wurde 2016 auf Initiative von ARTE France Développement, der Tochtergesellschaft von ARTE France, gegründet. Sie entstand aufgrund hoher Nachfrage von Lehrkräften nach der Nutzung der Inhalte von ARTE im Unterricht in einem rechtlich gesicherten Rahmen. Zunächst standen auf der Plattform rund 600 Videos auf Deutsch und Französisch zur Verfügung, die von pädagogischem Begleitmaterial ergänzt wurden, das die Nutzung der Videos im Unterricht oder von zuhause aus ermöglichte.
Eine Betaversion wurde auf der europäischen Bildungsmesse Educatec-Educatice in Paris im März 2016 eingeführt und ermöglichte eine Testphase mit 120 Schulen in Frankreich und 100 Schulen in Deutschland. Nach Auswertung der Testphase wurde anschließend eine angepasste Version im September 2017 in beiden Ländern eingeführt. Im Rahmen einer individuellen Nutzungsbegleitung werden den abonnierten Schulen technische Unterstützung, Fortbildungen, pädagogische Begleitmaterialien und die Teilnahme an Schulprojekten angeboten.
Als Folge wurden erste Abonnements abgeschlossen, unter anderem mit Regionen in Frankreich, dem Bildungsministerium Luxemburg und Netzwerken der französischen Schulen im Ausland.
Nachdem alleiniger Anteilnehmer zunächst ARTE France Développement war, wurde 2019 mithilfe der Banque des Territoires und der Fondation Carasso das Unternehmen ARTE Education gegründet. Im Jahr 2020 erwarb das Land Sachsen-Anhalt eine Landeslizenz, wodurch alle Schulen über das Schulportal emuTUBE Zugang zu der Mediathek haben. Im Februar 2021 wurden durch den damaligen Kulturbevollmächtigten Armin Laschet deutschlandweit 26 Schulen für einen Zeitraum von zwei Jahren abonniert. Zeitgleich abonnierte das Land Baden-Württemberg 90 Gymnasien im Rahmen der Partnerschaftskonzeption Baden-Württemberg & Frankreich. Ende 2021 waren über 2000 Schulen in Frankreich, Deutschland und im europäischen Ausland abonniert.
Im Herbst 2020 wurde ARTE Campus gegründet und zählte im Jahr 2022 ungefähr 60 abonnierte Hochschulen und Universitäten in Frankreich. Seit 2022 ist die Plattform in Deutschland verfügbar.

## Mediatheken

### Educ’ARTE
Educ’ARTE ist die digitale Schulmediathek für die Primarstufe und Sekundarstufe I und II. Die Plattform bietet rund 2000 Videos an, die nach Schulfächern und Klassenstufen indexiert und auf Deutsch, Französisch, Englisch, Spanisch und Italienisch verfügbar sind. Alle Videos können über educarte.de gestreamt oder heruntergeladen und über den Offline-Player angeschaut werden.
Außerdem können Mindmaps und Videoausschnitte erstellt und mit Text, Bildern oder Tonaufnahmen ergänzt werden. Einige Videos verfügen über eine interaktive Texttranskription, die eine Stichwortsuche erlaubt. Die Texttranskriptionen können zusätzlich heruntergeladen werden.
Im Rahmen des Abonnements erhalten die Schulen didaktische Begleitmaterialien und technische Unterstützung und können während des Schuljahres an Fortbildungen und Unterrichtsprojekten teilnehmen. Für Lehrkräfte werden regelmäßig Masterclasses mit Persönlichkeiten aus dem Medienbereich angeboten, die aktuelle Themen aufgreifen. Zu den Gästen gehören Patrick Boucheron, Emilie Aubry, Ruth Zylberman, Raphaël Meyssan oder Annette Gerlach.

### ARTE Campus
ARTE Campus ist die Weiterentwicklung von Educ’ARTE und bietet einen Videokatalog an, der sich an Universitäten, Hochschulen und Einrichtungen der Erwachsenenbildung richtet. Die rund 2000 Videos (Stand 2022) sind nach Wissensbereichen indexiert und auf Deutsch, Französisch, Englisch, Spanisch und Italienisch verfügbar. Abonnierte Einrichtungen haben Zugang zu den interaktiven Tools, um personalisierte Inhalte zu erstellen.
Regelmäßige Fortbildungen auf Deutsch, Französisch und Englisch sowie Masterclasses in Verbindung mit auf der Plattform verfügbaren Dokumentarfilmen ergänzen die Mediathek. Die Regisseurin Michèle Dominici war Gast der ersten Masterclass.

### European Film Factory
European Film Factory ist ein europäisches Filmprojekt für Schulen in Europa. Es wurde im August 2020 gegründet. Das Projekt wird von dem Programm MEDIA von Europe Creative mitfinanziert, die Leitung und Durchführung liegt bei dem Institut Français, European Schoolnet und ARTE Education.
Die Plattform bietet Schülern aus dem europäischen Raum zwischen 11 und 18 Jahren einen kostenlosen Zugang zu einer Auswahl von 12 Filmen aus der europäischen Filmgeschichte und zwei Kurzfilmen zu Themen der Diversität und Nachhaltigkeit. Die Filme sind in 8 Sprachen verfügbar: Deutsch, Englisch, Spanisch, Französisch, Griechisch, Italienisch, Polnisch und Rumänisch. Sie werden von Arbeitsmaterialien begleitet. Zusätzlich können Videoausschnitte und Mindmaps erstellt werden.

## Partner
Zur Durchführung der pädagogischen Projekte erhält ARTE Education inhaltliche Unterstützung von dem Deutsch-Französischen Jugendwerk, dem Institut du Cerveau und der Cité de l’Economie. Wichtiger Partner in Deutschland ist außerdem der Ernst Klett Verlag in Stuttgart. Zuletzt ist ARTE Education Mitglied in dem Verein Bündnis für Bildung, in dem sich Akteure aus der Bildungslandschaft zusammengeschlossen haben.
Finanziell wird ARTE Education von dem Centre national du cinéma et de l’image animée, der staatlichen französischen Filmförderungsbehörde, unterstützt. Im Jahr 2019 wurde Educ’ARTE mit dem Comenius-Siegel ausgezeichnet.